# Langouste festonnée
Panulirus homarus
Espèce
Statut de conservation UICN

 LC  : Préoccupation mineure
La Langouste festonnée ou Langouste de Bourail (Panulirus homarus) est une espèce de langoustes du genre Panulirus et de la famille des Palinuridae.
Le Sultanat d'Oman lui a dédié deux timbres, émis en 1985 et 1999.

## Liste des sous-espèces
Selon NCBI (10 mai 2011) :
- sous-espèce Panulirus homarus homarus
- sous-espèce Panulirus homarus megasculpta

Selon World Register of Marine Species (10 mai 2011) :
- sous-espèce Panulirus homarus homarus (Linnaeus, 1758)
- sous-espèce Panulirus homarus megasculpta Pesta, 1915
- sous-espèce Panulirus homarus rubellus Berry, 1974